# Царица (приток Куртлака)
Царица — река в Волгоградской области России, правый приток реки Куртлак (бассейн Чира). Длина - 47 км, площадь бассейна - 460 км². Течёт по холмистой степной местности.

## Общая физико-географическая характеристика
Исток реки расположен в балке Царица. От истока и до устья Царица течёт преимущественно с севера на юг. На степных площадях долины реки распространены чернозёмы южные, а также солонцы (автоморфные). Притоки реки в основном представлены достаточно короткими балками и оврагами.
Река в верхнем и среднем течении, вплоть до хутора Жирковский, пересыхает. Устье реки расположено чуть выше хутора Перелазовский